# Corea del Sur en los Juegos Paralímpicos de Seúl 1988
Corea del Sur estuvo representada en los Juegos Paralímpicos de Seúl 1988 por un total de 226 deportistas, 205 hombres y 21 mujeres.

## Medallistas
El equipo paralímpico surcoreano obtuvo las siguientes medallas:
| Nombre                                               | Deporte                    | Evento                                                  |
| ---------------------------------------------------- | -------------------------- | ------------------------------------------------------- |
| Oro                                                  |                            |                                                         |
| Baek Min-Ae                                          | Atletismo                  | 100 m A1-3A9L2 femenino                                 |
| Baek Min-Ae                                          | Atletismo                  | 200 m A1-3A9L2 femenino                                 |
| Son Hoon                                             | Atletismo                  | 100 m C8 masculino                                      |
| Son Hoon                                             | Atletismo                  | 200 m C8 masculino                                      |
| Park Se-Ho                                           | Atletismo                  | Maza C2 masculino                                       |
| Park Se-Ho                                           | Atletismo                  | Peso C2 masculino                                       |
| Ku Keung-Ho                                          | Atletismo                  | Distancia C1 masculino                                  |
| Ku Keung-Ho                                          | Atletismo                  | Precisión C1 masculino                                  |
| Yu Hee-Sang                                          | Atletismo                  | 100 m 4 masculino                                       |
| Lee Bong-Ho                                          | Atletismo                  | 100 m 5-6 masculino                                     |
| Kang Sung-Kook                                       | Atletismo                  | 400 m C7 masculino                                      |
| Hwang Hyun-Sik                                       | Atletismo                  | 10 000 m A6A8A9L4 masculino                             |
| Jung In-Kwon                                         | Atletismo                  | Eslalon 2 masculino                                     |
| Kwon Tae-Joon                                        | Atletismo                  | Jabalina C6 masculino                                   |
| Son Hoon                                             | Atletismo                  | Salto de longitud C8 masculino                          |
| Hong Duk-Kwun Kang Sung-Kook Son Hoon Song Soon-Dal  | Atletismo                  | 4 × 100 m C7-8 masculino                                |
| Yun Kang-No                                          | Bochas                     | Individual C1 mixto                                     |
| Kwak Do-Geol                                         | Ciclismo en ruta           | Ruta 1500 m C5-6 masculino                              |
| Kim Jong-Kil                                         | Ciclismo en ruta           | Ruta 3000 m C5-6 masculino                              |
| Choi Il-Joo                                          | Esgrima en silla de ruedas | Florete Individual 1C-3 masculino                       |
| Park Tae-Hoon                                        | Esgrima en silla de ruedas | Sable Individual 1C-3 masculino                         |
| Roh Kyung-Soo                                        | Esgrima en silla de ruedas | Sable Individual 4-6 masculino                          |
| Jung Keum-Jong                                       | Halterofilia               | –51 kg masculino                                        |
| Yun Sang-Jin                                         | Levantamiento de potencia  | –56 kg masculino                                        |
| Kim Jong-Woo                                         | Natación                   | 200 m espalda C3 masculino                              |
| Lee Hae-Kon                                          | Tenis de mesa              | Individual 1A masculino                                 |
| Kim Kwang-Jin                                        | Tenis de mesa              | Individual TT5 masculino                                |
| Equipo                                               | Tenis de mesa              | Equipo 3 masculino                                      |
| Equipo                                               | Tenis de mesa              | Equipo 1A masculino                                     |
| Baek Jae-Hwan                                        | Tiro                       | Pistola de aire sentado LSH1 masculino                  |
| Kang Young-Soo                                       | Tiro                       | Pistola de aire de pie LSH2 masculino                   |
| Jung Jin-Dong                                        | Tiro                       | Rifle de aire de pie LSH2 masculino                     |
| Song Jung-Hun                                        | Tiro                       | Rifle de aire de rodillas 2-6 masculino                 |
| Bae Kyu-Hyun                                         | Tiro                       | Rifle de aire sentado LSH1 masculino                    |
| Song Jung-Hun Cha Kwang-Woon Yu Byung-Joon           | Tiro                       | Rifle de aire de rodillas por equipos 2-6 mixto         |
| Lee Kyung-Hee                                        | Tiro con arco              | Doble ronda FITA clase abierta femenino                 |
| Jang Ki-Ki Kim Hee-Sook Kim Ho-Sung Yoon Choon-Heung | Tiro con arco              | Doble ronda FITA por equipos 2-6 femenino               |
| An Tae-Sung                                          | Tiro con arco              | Doble ronda FITA clase abierta masculino                |
| An Tae-Sung Cho Hyun-Kwan Kim Sung-Hee Lee Hak-Young | Tiro con arco              | Doble ronda FITA por equipos clase abierta masculino    |
| An Yu-Sung                                           | Yudo                       | –71 kg masculino                                        |
| Plata                                                |                            |                                                         |
| Kim Bang-Wol                                         | Atletismo                  | 100 m B1 femenino                                       |
| Cho Hyun-Hee                                         | Atletismo                  | Eslalon 4 femenino                                      |
| Kang Sung-Kook                                       | Atletismo                  | 200 m C7 masculino                                      |
| Kang Sung-Kook                                       | Atletismo                  | 800 m C7 masculino                                      |
| Lee Bong-Ho                                          | Atletismo                  | 200 m 5-6 masculino                                     |
| Hwang Hyun-Sik                                       | Atletismo                  | 5000 m A6A8A9L4 masculino                               |
| Kim Dae-Kwan                                         | Atletismo                  | 3000 m campo a través C6 masculino                      |
| Lee Keung-Ho                                         | Atletismo                  | Distancia C1 masculino                                  |
| Koh Jang-Hwan                                        | Atletismo                  | Jabalina C7 masculino                                   |
| Kwon Tae-Joon                                        | Atletismo                  | Maza C6 masculino                                       |
| Hong Duk-Ho Kim Byung-Woo Lee Bong-Ho Yu Min-Ho      | Atletismo                  | 4 × 100 m 2-6 masculino                                 |
| Lee Jin-Woo                                          | Bochas                     | Individual C2 mixto                                     |
| Choi Koh-Dong Jung Yu-Seok Yun Kang-No               | Bochas                     | Equipo C1-C2 mixto                                      |
| Shon Ho-Joon                                         | Bolos sobre hierba         | Individual LB1 masculino                                |
| Lee Seung-Yeol                                       | Ciclismo en ruta           | Ruta 50 km LC2 masculino                                |
| Kim Jong-Kil                                         | Ciclismo en ruta           | Ruta 1500 m C5-6 masculino                              |
| Kwak Do-Geol                                         | Ciclismo en ruta           | Ruta 3000 m C5-6 masculino                              |
| Jang Soon-Ki                                         | Esgrima en silla de ruedas | Florete Individual 1C-3 masculino                       |
| Kim Jae-Youn                                         | Levantamiento de potencia  | –52 kg masculino                                        |
| Cho Young-Chung                                      | Levantamiento de potencia  | –56 kg masculino                                        |
| Ji Heon-Cho                                          | Levantamiento de potencia  | –67 kg masculino                                        |
| Choi Kyung-Chung                                     | Levantamiento de potencia  | –90 kg masculino                                        |
| Kim Young-Soo                                        | Tenis de mesa              | Individual 2 masculino                                  |
| Kim Ki-Hoon                                          | Tenis de mesa              | Individual 3 masculino                                  |
| Kang Sung-Hoon                                       | Tenis de mesa              | Individual 1A masculino                                 |
| Equipo                                               | Tenis de mesa              | Equipo 2 masculino                                      |
| Equipo                                               | Tenis de mesa              | Equipo 4 masculino                                      |
| Equipo                                               | Tenis de mesa              | Equipo 1C masculino                                     |
| Choi Hyung-Suk Um Tae-Hyung                          | Tenis de mesa              | Equipo TT2 masculino                                    |
| Lee Jung-Don                                         | Tiro                       | Pistola de aire sentado LSH1 masculino                  |
| Cha Kwang-Woon                                       | Tiro                       | Rifle de aire en posición tendida 2-6 mixto             |
| Song Jung-Hun Cha Kwang-Woon Yu Byung-Joon           | Tiro                       | Rifle de aire en posición tendida por equipos 2-6 mixto |
| Song Jung-Hun Cha Kwang-Woon Yu Byung-Joon           | Tiro                       | Rifle de aire en tres posiciones por equipos 2-6 mixto  |
| Kim Hee-Sook                                         | Tiro con arco              | Doble ronda FITA 2-6 masculino                          |
| Yu Do-Sang                                           | Yudo                       | –78 kg masculino                                        |
| Bronce                                               |                            |                                                         |
| Lee Min-Ok                                           | Atletismo                  | 100 m 3 femenino                                        |
| Baek Min-Ae                                          | Atletismo                  | 400 m A1-3A9L2 femenino                                 |
| Kang Myung-Soon                                      | Atletismo                  | 3000 m A1-3A9L2 femenino                                |
| Hong Duk-Ho                                          | Atletismo                  | 100 m 3 masculino                                       |
| Kim Byung-Woo                                        | Atletismo                  | 100 m 4 masculino                                       |
| Lee Bong-Ho                                          | Atletismo                  | 400 m 5-6 masculino                                     |
| Kim Duk-Ki                                           | Atletismo                  | 400 m A6A8A9L4 masculino                                |
| Yun Ji-Hwan                                          | Atletismo                  | Distancia C1 masculino                                  |
| Hong Duk-Ho Kim Byung-Woo Lee Bong-Ho Yu Hee-Sang    | Atletismo                  | 4 × 200 m 2-6 masculino                                 |
| Lee Chang-Bok                                        | Bolos sobre hierba         | Individual LB1 masculino                                |
| Lee Jung-Yeol                                        | Ciclismo en ruta           | Ruta 1500 m C5-6 masculino                              |
| Lee Jung-Yeol                                        | Ciclismo en ruta           | Ruta 3000 m C5-6 masculino                              |
| Shim Myung-Sun                                       | Levantamiento de potencia  | –75 kg masculino                                        |
| Bae Sang-Tae                                         | Natación                   | 100 m braza C8 masculino                                |
| Lim Min-Soon                                         | Natación                   | 100 m libre C6 masculino                                |
| Yong Pil-Sung                                        | Natación                   | 100 m libre L5 masculino                                |
| Yu Byung-Joon                                        | Tiro                       | Rifle de aire de rodillas 2-6 masculino                 |
| Kim Kyung-Sik                                        | Tenis de mesa              | Individual C6 masculino                                 |
| Kim Kyung-Sun                                        | Tiro con arco              | Ronda FITA C7-C8 masculino                              |